# Reda Bounaga
Reda Bounaga (en arabe : رضا بوناكة), né le 2 novembre 1989 à salé, est un footballeur marocain. Il évolue au poste de gardien de but au sein du club du CODM de Meknes.

## Biographie

### En club
Ayant effectué sa formation à l'IZK de Khémisset et au TAS de Casablanca, il fait ses débuts professionnels avec l'Olympique de Safi en 2014 et dispute son premier match de Botola Pro.
Le 1er juillet 2015, il s'engage au JS Kasbat Tadla en D2 marocaine. Prêté deux saisons au CA Khénifra, il dispute seulement un match en tant que gardien titulaire.
Le 1er septembre 2018, il s'engage pour trois ans au Moghreb de Tétouan. Lors de la saison 2018-19, il dispute 17 matchs en championnat et 4 matchs en Coupe du Maroc. Il termine la saison à la treizième place du championnat.
Lors de la saison 2019-2020, il participe à 17 rencontres en championnat et termine la saison à la septième place du championnat.

### En sélection
Le 14 novembre 2019, Reda Bounaga est convoqué pour la première fois en équipe du Maroc A'.
Le 4 janvier 2020, il est de nouveau sélectionné par l'entraîneur Houcine Ammouta pour un stage de préparation à Salé.

### Documentaires et interviews
- تقديم حارس المرمى رضا بوناكة رابع إنتداب لنادي الجيش الملكي', YouTube, 2018
- سؤال الجماهير: الحلقة 2 : رضا بوناكة, YouTube, 2019